# Манжелия
Манжелия (укр. Манжелія) — село,
Глобинская городская община,
Кременчугский район,
Полтавская область,
Украина.
Код КОАТУУ — 5320685401. Население по переписи 2001 года составляло 1114 человек.
Является административным центром Манжелиевского сельского совета, в который, кроме того, входят сёла
Ветки и
Ламаное.

## Географическое положение
Село Манжелия находится на правом берегу реки Псёл в месте впадения в неё реки Манжелийка,
выше по течению на расстоянии в 8 км расположено село Заможное,
ниже по течению на расстоянии в 2 км расположено село Ламаное,
на противоположном берегу — село Пески (Козельщинский район).
Река в этом месте извилистая, образует лиманы, старицы и заболоченные озёра.

## История
- Около села Манжелия обнаружено поселение черняховской культуры.
- В 1626 году Манжелия стала собственностью князей Вишневецких.
- с 2020 года в составе Кременчугского района.

## Экономика
- ДП «Глобинеагропродукт».

## Объекты социальной сферы
- Школа.

## Известные люди
- В селе родился Герой Советского Союза Алексей Чайка.